# Architectural Review
Architectural Review is een maandelijks internationaal architectuurmagazine. Het wordt sinds 1896 in Londen gepubliceerd. Architectural Review verschijnt tien keer per jaar op papier. De online versie wordt dagelijks bijgewerkt.

## Geschiedenis
Architectural Review werd in 1896 opgericht als Architectural Review for the Artist and Craftsman door Percy Hastings. Reginald Blomfield was een van de eerste medewerkers. Later werd het magazine een algemeen kunsttijdschrift met de focus op architectuur. Er werden medewerkers uit andere artistieke velden aangetrokken, waaronder Hilaire Belloc, Cyril Connolly, D.H. Lawrence, Evelyn Waugh, John Betjeman en László Moholy-Nagy. Het ontwerp van het tijdschrift was destijds innovatief, met gedurfd gebruik van lay-out, lettertypen en foto's. Eric Gill en Edward Bawden verzorgden deze grafische vormgeving. De artikelen over Europese modernistische architectuur die vanaf juli 1934 werden gepubliceerd, behoorden tot de eerste in Groot-Brittannië over dit onderwerp. Het tijdschrift was na de Tweede Wereldoorlog toonaangevend bij de naoorlogse stedenbouwkunde. In juni 2017 kocht Metropolis International de rechten op het magazine over van Ascential.